# Огненный нематэлеотрис
Огненный нематэлеотрис, или огненная рыба-стрелка (лат. Nemateleotris magnifica) — вид тропических морских лучепёрых рыб из семейства бычковых (Gobiidae).
Раньше вид относили к семейству птерэлеотровых (Ptereleotridae), ныне пониженному в ранге до подсемейства, позже к семейству микродесмовых (Microdesmidae)

## Описание
Длина тела до 9 см. Передняя часть удлинённого тела и вымпеловидный первый спинной плавник белые с жемчужно-голубыми крапинами, на уровне начала непарных плавников тело и плавники постепенно приобретают яркую огненно-красную окраску, второй спинной и анальный плавники длинные и узкие, с узкими продольными черными полосами в задней половине. Хвостовой плавник с большими черными пятнами. Голова зеленоватая с голубоватыми блестящими пятнами, глаза большие. В анальном плавнике 1 жёсткий и 27—30 мягких лучей. В спинных плавниках всего 7 жёстких и 28—32 мягких лучей.

## Ареал и места обитания
Ареал охватывает тропический пояс Индийского и Тихого океанов от Восточной Африки до Гавайев, Маркизских островов, островов Питкэрн и Микронезии, на север до архипелага Рюкю, на юг до Новой Каледонии и южных островов Полинезии. Обитает в верхней части внешних склонов коралловых рифов на глубине от 6 до 70 м, но обычно не глубже 28 м. Населяет придонные слои воды с температурой +22…+28 °C.

## Образ жизни и питание
Огненные рыбы живут в норах и нишах в коралловых рифах, в одной такой норе могут уживаться несколько особей, особенно молодых. Зависая на небольшой высоте над дном, они вылавливают приносимый течением зоопланктон: в основном веслоногих и личинок других ракообразных. Моногамны.

## Вылов
Один из самых популярных видов в морской аквариумистике, поэтому часто вылавливается в природе и поставляется на международный рынок. В местах, где отмечается перелов и разрушение коралловых рифов численность популяций этого вида сокращается.
|  |  |